# 早川啟二
早川啓二（日语：／ Hayakawa Keiji，1950年6月14日—2008年4月），日本男性動畫演出家、動畫導演。出身於青森縣陸奧市。他的演出出道作是電視動畫《排球英雌》。

## 來歷
他從東映動畫→瑞鷹映像→日本動畫→Studio Pierrot→STUDIO GALLOP，活躍於這些公司的各種作品。他於2008年4月去世，享年57歲。

## 參加作品

### 電視動畫
1974年
- 阿爾卑斯山的少女（演出助手）

1977年
- 排球英雌（分鏡、演出）

1978年
- 未來少年柯南（演出）

1979年
- 巴黎的伊莎貝爾（日语：巴里のイザベル）（首席導演）

1981年
- 福星小子 (1981年版)（—1986年，演出、編劇）
- 靈犬雪麗（首席導演）

1983年
- 湯匙伯母歷險記（—1984年，首席導演）
- Pure島的朋友們（日语：ピュア島の仲間たち）（演出）

1984年
- 名偵探福爾摩斯（—1985年，演出）
- （首席導演（初代））

1985年
- 鄰家女孩（—1987年，演出）

1986年
- 高校！奇面組（日语：ハイスクール!奇面組）（演出）
- 宇宙船人馬座（日语：宇宙船サジタリウス）（—1987年，分鏡）

1987年
- 動畫三劍客（日语：アニメ三銃士）（—1989年，演出）

1989年
- 奇天烈大百科（—1996年，導演（第2代））

1996年
- 宇宙小毛球（分鏡）

1997年
- 電光快車俠（分鏡、演出）

1998年
- 遊☆戲☆王（演出）
- 櫻桃子劇場 可吉可吉（演出）
- 春庭家的第3人（日语：春庭家の3人目）（演出）
- 守護月天！（—1999年，演出）

1999年
- 數碼寶貝大冒險（演出）
- 未來少年柯南II（日语：未来少年コナンII タイガアドベンチャー）（—2000年，導演）

2001年
- 元氣五胞胎（分鏡）
- 第一神拳（分鏡、演出）

2003年
- 灌籃少年（分鏡、演出）
- 銀河鐵道物語（—2004年，演出）

2004年
- 今日大魔王！第1系列（—2005年，演出）
- 最遊記RELOAD GUNLOCK（分鏡）

2005年
- 奇域大冒險（分鏡）
- 真相之眼（演出）
- 格鬥美神 武龍（日语：格闘美神 武龍）（—2006年，分鏡、演出）

2006年
- 格鬥美神 武龍 REBIRTH（日语：格闘美神 武龍）（分鏡、演出）
- 牙 -KIBA-（日语：牙 (アニメ)）（—2007年，演出）

2007年
- MOONLIGHT MILE 1st Season -Lift off-（日语：MOONLIGHT MILE）（分鏡、演出）

2008年
- 全力兔（分鏡）

### OVA
1986年
- 縣立地球防衛軍（日语：県立地球防衛軍）（導演）

1987年
- MAPS 傳說的徘徊星人們（日语：マップス (OVA)#1987年（学研）版）（導演）

## 相關項目
- 日本動畫師列表（日语：アニメ関係者一覧）